# Земуник-Доній
Земунік-Доні (хорв. Zemunik Donji «Земунік-Нижній») — муніципалітет у Хорватії, адміністративно належить до Задарської жупанії.
Розташовується за 7 км від центру міста Задар.

## Населення
Населення громади за даними перепису 2011 року становило 2 060 осіб. Населення самого поселення становило 1 540 осіб.
Динаміка чисельності населення громади:
Динаміка чисельності населення центру громади:

## Населені пункти
Крім поселення Земуник-Доній, до громади також входять: 
- Смокович
- Земуник-Горній

## Клімат
Середня річна температура становить 14,13 °C, середня максимальна – 28,67 °C, а середня мінімальна – -0,31 °C. Середня річна кількість опадів – 880 мм.
| Клімат поселення                              | Клімат поселення | Клімат поселення | Клімат поселення | Клімат поселення | Клімат поселення | Клімат поселення | Клімат поселення | Клімат поселення | Клімат поселення | Клімат поселення | Клімат поселення | Клімат поселення | Клімат поселення |
| Показник                                      | Січ.             | Лют.             | Бер.             | Квіт.            | Трав.            | Черв.            | Лип.             | Серп.            | Вер.             | Жовт.            | Лист.            | Груд.            |                  |
| Середній максимум, °C                         | 10,74            | 11,96            | 14,75            | 17,85            | 22,48            | 26,22            | 28,67            | 28,27            | 24,37            | 19,93            | 14,16            | 11,17            |                  |
| Середня температура, °C                       | 5,20             | 6,44             | 9,22             | 12,33            | 16,96            | 20,68            | 24,02            | 23,62            | 19,70            | 15,28            | 9,51             | 6,50             |                  |
| Середній мінімум, °C                          | −0,31            | 0,91             | 3,70             | 6,80             | 11,43            | 15,16            | 19,37            | 18,97            | 15,06            | 10,63            | 4,85             | 1,86             |                  |
| Норма опадів, мм                              | 74               | 64               | 68               | 73               | 66               | 56               | 33               | 50               | 96               | 104              | 104              | 92               |                  |
| Середньомісячна швидкість вітру, м/с          | 2.44             | 2.60             | 2.82             | 2.72             | 2.36             | 2.18             | 2.21             | 2.06             | 2.21             | 2.30             | 2.77             | 2.67             |                  |
| Середньомісячна сонячна радіація, кДж/м²·день | 5006             | 7721             | 11361            | 16200            | 20403            | 22574            | 24206            | 21083            | 15593            | 9880             | 5449             | 4284             |                  |
| --------------------------------------------- | ---------------- | ---------------- | ---------------- | ---------------- | ---------------- | ---------------- | ---------------- | ---------------- | ---------------- | ---------------- | ---------------- | ---------------- | ---------------- |
| Джерело:                                      |                  |                  |                  |                  |                  |                  |                  |                  |                  |                  |                  |                  |                  |

## Відомі люди
- Нікола Драгаш (хорв. Nikola Dragaš) — 1944, чемпіон світу з боулінгу
- Томіслав Мар'ян Білоснич (хорв. Tomislav Marijan Bilosnić) — письменник і художник, 1947 р. н.)
- Мар'ян Булят (хорв. Marijan Buljat) — півзахисник клубу «Хайдук» з міста Спліт
- Юріца Булят (хорв. Jurica Buljat) — футболіст, у наш час[коли?] гравець «Хайдука» (Спліт).